# Marc Guéhi
Addji Keaninkin Marc-Israel Guéhi (Abiyán, Costa de Marfil, 13 de julio de 2000) es un futbolista marfileño, nacionalizado británico. Juega en la posición de defensa para el Crystal Palace F. C. de la Premier League.

## Trayectoria
Tras formarse en las filas inferiores del Chelsea F. C. desde los siete años, finalmente en 2019 ascendió al primer equipo, haciendo su debut el 25 de septiembre en un encuentro de la Copa de la Liga contra el Grimsby Town F. C. llegando a disputar la totalidad de los noventa minutos del encuentro, ganando el Chelsea por 7-1.
El 10 de enero de 2020 fue cedido al Swansea City A. F. C. hasta final de temporada. En agosto ambos clubes acordaron extender el préstamo un año más.
El 18 de julio de 2021 abandonó definitivamente el Chelsea F. C. después de fichar por el Crystal Palace F. C. para las siguientes cinco temporadas.

## Selección nacional
El 26 de marzo de 2022 debutó con la selección de Inglaterra en un amistoso que ganaron por dos goles a uno a Suiza.

### Participaciones en Eurocopas
| Copa          | Sede     | Resultado  | Partidos | Goles |
| ------------- | -------- | ---------- | -------- | ----- |
| Eurocopa 2024 | Alemania | Subcampeón | 6        | 0     |

## Estadísticas

### Clubes
Actualizado al último partido disputado el 10 de agosto de 2025.
| Club                            | Div.          | Temporada     | Liga  | Liga  | Copas nacionales | Copas nacionales | Copas internacionales | Copas internacionales | Total | Total |
| Club                            | Div.          | Temporada     | Part. | Goles | Part.            | Goles            | Part.                 | Goles                 | Part. | Goles |
| ------------------------------- | ------------- | ------------- | ----- | ----- | ---------------- | ---------------- | --------------------- | --------------------- | ----- | ----- |
| Chelsea F. C. Inglaterra        | 1.ª           | 2019-20       | 0     | 0     | 2                | 0                | 0                     | 0                     | 2     | 0     |
| Chelsea F. C. Inglaterra        | Total club    | Total club    | 0     | 0     | 2                | 0                | 0                     | 0                     | 2     | 0     |
| Swansea City A. F. C. Gales     | 2.ª           | 2019-20       | 12    | 0     | 2                | 0                | ―                     | ―                     | 14    | 0     |
| Swansea City A. F. C. Gales     | 2.ª           | 2020-21       | 40    | 0     | 5                | 0                | ―                     | ―                     | 45    | 0     |
| Swansea City A. F. C. Gales     | Total club    | Total club    | 52    | 0     | 7                | 0                | 0                     | 0                     | 59    | 0     |
| Crystal Palace F. C. Inglaterra | 1.ª           | 2021-22       | 36    | 2     | 6                | 2                | ―                     | ―                     | 42    | 4     |
| Crystal Palace F. C. Inglaterra | 1.ª           | 2022-23       | 37    | 1     | 3                | 0                | ―                     | ―                     | 40    | 1     |
| Crystal Palace F. C. Inglaterra | 1.ª           | 2023-24       | 25    | 0     | 4                | 0                | ―                     | ―                     | 29    | 0     |
| Crystal Palace F. C. Inglaterra | 1.ª           | 2024-25       | 34    | 3     | 10               | 0                | ―                     | ―                     | 44    | 3     |
| Crystal Palace F. C. Inglaterra | 1.ª           | 2025-26       | 0     | 0     | 1                | 0                | 0                     | 0                     | 1     | 0     |
| Crystal Palace F. C. Inglaterra | Total club    | Total club    | 132   | 6     | 24               | 2                | 0                     | 0                     | 156   | 8     |
| Total carrera                   | Total carrera | Total carrera | 184   | 6     | 33               | 2                | 0                     | 0                     | 217   | 8     |

## Palmarés

### Títulos nacionales
| Título           | Club                 | País       | Año  |
| ---------------- | -------------------- | ---------- | ---- |
| FA Cup           | Crystal Palace F. C. | Inglaterra | 2025 |
| Community Shield | Crystal Palace F. C. | Inglaterra | 2025 |